# FIGHT OR FLIGHT (小林ゆうの曲)
「FIGHT OR FLIGHT」（ファイト・オア・フライト）は、日本の女性声優・小林ゆうの楽曲。小林の2枚目のシングルとして、2008年1月23日にKONAMIから発売された。表題曲「FIGHT OR FLIGHT」はテレビアニメ『ドラゴノーツ -ザ・レゾナンス-』の後期エンディングテーマとして使用された。

## チャート成績・批評
シングルのリリース後、オリコンの調査によれば2008年2月第1週付の週間シングルチャートにおいて最高93位を獲得しており、2回チャートインを果たした。
『CDJournal』のレビュアーは、表題曲「FIGHT OR FLIGHT」について「ドライヴ感ある」伴奏と「ハイ・テンションなヴォーカル」を特筆した。カップリングの「真っさらな天使」はアコースティック音楽であると指摘している。洋泉社が発行した『アニソンマガジン』のレビュー集のなかでライターの有村悠は、表題曲はオルタナティヴ・ロックであると指摘し、「ヘヴィなリフがクール」と評した。さらに小林によるヴォーカルについては「意外に柔らかい声質がかえって映えている」と指摘した。

## 収録曲
（全作詞：佐藤美記子、編曲：HΛL）
1. FIGHT OR FLIGHT [4:09]
作曲：IPPEI
  - テレビアニメ『ドラゴノーツ -ザ・レゾナンス-』後期エンディングテーマ[4]。
2. Overheat〜変りゆく瞬間〜 [4:15]
作曲：HΛL
3. 真っさらな天使 [4:54]
作曲：HΛL
4. FIGHT OR FLIGHT（off vocal version） [4:07]

## 収録アルバム
| 曲名                     | 収録アルバム | 発売日        | 備考              |
| ------------------------ | ------------ | ------------- | ----------------- |
| FIGHT OR FLIGHT          | 『YOU&YU』   | 2008年3月26日 | 小林の1stアルバム |
| Overheat〜変りゆく瞬間〜 | 『YOU&YU』   | 2008年3月26日 | 小林の1stアルバム |